# Gritzer Almbach
Der Gritzer Almbach ist ein Bach in der Gemeinde St. Veit in Defereggen (Bezirk Lienz). Der Bach entspringt zwischen Gritzer Hörndle und Gritzer Riegel und mündet zwischen den Ortschaften Mentlerboden und Osing in die Schwarzach.

## Verlauf
Der Gritzer Almbach wird von mehreren Quellbächen gespeist, die an den steilen Südostabhängen des Gritzer Hörndles bzw. an den Südwestabhängen des Gritzer Riegels entspringen. Die Quellbäche vereinigen sich hierbei im Bereich der Gritzer Alm in einer Seehöhe zwischen 1940 und 1790 Metern. Der Gritzeralmbach strebt in südsüdöstlicher Richtung dem Defereggental zu und fließt mit Ausnahme des Oberlaufs durch dicht bewaldetes Gebiet. Im Unterlauf unterquert der Bach mehrere Brücken von querenden Wanderwegen sowie der Straße nach Gassen und nimmt zudem rechtsseitig einen Nebenfluss auf, der an der Südflanke des Gritzer Hörndels entspringt. Der Gritzer Almbach mündet schließlich gegenüber dem Schotterwerk Gasser (Bruggen) zwischen den Ortschaften Mentlerboden und Osing rechtsseitig in die Schwarzach.